# Octaba
Octaba (łac. Dioecesis Octabensis) – diecezja historyczna w Cesarstwie rzymskim w prowincji Byzacena, współcześnie w Tunezji. Obecnie katolickie biskupstwo tytularne.

## Biskupi tytularni
| Lp. | Biskup                   | Funkcja                                         | Od               | Do               |
| --- | ------------------------ | ----------------------------------------------- | ---------------- | ---------------- |
| 1   | Michael Kien Samophithak | wikariusz apostolski Thare (Tajlandia)          | 12 lutego 1959   | 18 grudnia 1965  |
| 2   | Ernesto Sena de Oliveira | emerytowany biskup Coimbry (Portugalia)         | 12 sierpnia 1967 | 27 stycznia 1971 |
| 3   | Peter Wang Kei Lei       | biskup pomocniczy Hongkongu                     | 3 lipca 1971     | 21 grudnia 1973  |
| 4   | David Foley              | biskup pomocniczy Richmond (USA)                | 3 maja 1986      | 22 marca 1994    |
| 5   | Bernhard Hasslberger     | biskup pomocniczy Monachium i Fryzyngi (Niemcy) | 31 maja 1994     |                  |